# Turrita brassicaeformis
Turrita brassicaeformis là một loài thực vật có hoa trong họ Cải. Loài này được (Wallr.) Bubani miêu tả khoa học đầu tiên năm 1901.